# Boletus luridus
Suillellus luridus, antiguamente conocido como Boletus luridus o boleto cetrino, es un hongo basidiomiceto de la familia Boletaceae, que puede encontrarse tanto en bosques de frondosas como en bosques de coníferas, con preferencia por los suelos calcáreos o neutros. El cuerpo fructífero aflora de verano a otoño. El epíteto específico luridus significa en latín "pálido, descolorido". Su sabor es dulce, es una seta tóxica.

## Morfología
Su seta posee un sombrero de entre 5 y 12 centímetros de diámetro, pudiendo alcanzar los 20 centímetros de ancho, hemisférico o convexo casi aplanado, de colores que varían del pardo verdoso al pardo rojizo. Los tubos son libres, amarillentos en fases juveniles, que van tornándose en verdosos con el tiempo. Al corte toman un color verdeazulado. Los poros son anaranjados en fases tempranas para tomar finalmente un color rojo oscuro. El pie tiene unas dimensiones que oscilan entre 4 y 20 centímetros de largo, y 1,5 y 5 centímetros de ancho. Es de color amarillo o amarillo anaranjado, y está cubierto de una retícula muy marcada. Con frecuencia el pie presenta un aspecto bulboso. Su carne es blanda y cuando se corta se torna verdeazulada en un primer momento, para pasar a ser azul después. La carne que está cerca de los tubos tiene un matiz  rosado, y en la zona del pie que está en contacto con el sustrato es de color vino tinto. La esporada es marrón olivácea.

## Posibilidades de confusión
Es posible confundirlo con el N. erythropus y con el B. queletii, en las que el sombrero es más oscuro y no poseen el característico retículo del B. luridus.